# Federico Rasmussen
Federico Nicolás Rasmussen (Coronel Dorrego, 4 maggio 1992) è un calciatore argentino, difensore del Godoy Cruz.

## Caratteristiche tecniche
È un difensore centrale.

## Carriera

### Club
Federico Rasmussen è cresciuto calcisticamente nel Lanús, dove ha giocato dal 2007 al 2013. Successivamente è passato in prestito al Flandria dova ha giocato il suo primo incontro ufficiale il 4 agosto contro il Def. de Belgrano in Primera B Metropolitana. Al termine della stagione ha lasciato il Lanús e negli anni seguenti ha giocato con Tiro Federal B.B., Mitre (SdE) e Villa Mitre nel Torneo Federal A.
Nell'agosto del 2017 ha firmato con il Guillermo Brown ed il 3 dicembre ha debuttato in Primera B Nacional contro una sua ex squadra, il Mitre (SdE). Il 6 giugno 2019 è passato in prestito all'Atlante in Messico ed il 20 giugno 2020 è andato con la stessa formula al Querétaro, club che ha tuttavia dovuto lasciare dopo un solo mese a causa di problemi con il limite di calciatori stranieri tesserabili.
Tornato in Argentina, nel luglio del 2021 ha firmato con il Sarmiento (J) ed il 3 ottobre ha debuttato in Primera División nella trasferta vinta 1-0 contro il Gimnasia (LP). Il 3 gennaio 2023 è stato acquistato dal Godoy Cruz.

### Nazionale
Nel 2009 ha partecipato con l'Argentina Under-17 al campionato mondiale tenutosi in Nigeria. Nel dicembre del 2012 ha giocato anche con l'Under-20.

## Statistiche

### Presenze e reti nei club
Statistiche aggiornate al 19 aprile 2024.
| Stagione        | Squadra           | Campionato      | Campionato | Campionato | Coppe nazionali | Coppe nazionali | Coppe nazionali | Coppe continentali | Coppe continentali | Coppe continentali | Altre coppe | Altre coppe | Altre coppe | Totale | Totale | Totale |
| Stagione        | Squadra           | Comp            | Pres       | Reti       | Comp            | Pres            | Reti            | Comp               | Pres               | Reti               | Comp        | Pres        | Reti        | Pres   | Reti   |        |
| --------------- | ----------------- | --------------- | ---------- | ---------- | --------------- | --------------- | --------------- | ------------------ | ------------------ | ------------------ | ----------- | ----------- | ----------- | ------ | ------ | ------ |
| 2013-2014       | Flandria          | PBM             | 9          | 0          | CA              | 0               | 0               |                    | -                  | -                  |             | -           | -           | 9      | 0      |        |
| 2015            | Tiro Federal B.B. | TFA             | 21         | 1          | CA              | 0               | 0               |                    | -                  | -                  |             | -           | -           | 21     | 1      |        |
| 2016            | Mitre (SdE)       | TFA             | 0          | 0          | CA              | 0               | 0               |                    | -                  | -                  |             | -           | -           | 0      | 0      |        |
| 2016-2017       | Villa Mitre       | TFA             | 28         | 1          | CA              | 0               | 0               |                    | -                  | -                  |             | -           | -           | 28     | 1      |        |
| 2017-2018       | Guillermo Brown   | PBN             | 6          | 0          | CA              | 0               | 0               |                    | -                  | -                  |             | -           | -           | 6      | 0      |        |
| 2018-2019       | Guillermo Brown   | PBN             | 21         | 1          | CA              | 0               | 0               |                    | -                  | -                  |             | -           | -           | 21     | 1      |        |
| 2019-2020       | Atlante           | LMX             | 24         | 1          | CM              | 1               | 0               |                    | -                  | -                  |             | -           | -           | 25     | 1      |        |
| giu.-lug. 2020  | Querétaro         | LMX             | 0          | 0          | CM              | 0               | 0               |                    | -                  | -                  |             | -           | -           | 0      | 0      |        |
| 2021            | Sarmiento (J)     | PD              | 4          | 0          | CA+CdL          | 0               | 0               |                    | -                  | -                  |             | -           | -           | 4      | 0      |        |
| 2022            | Sarmiento (J)     | PD              | 19         | 0          | CA+CdL          | 0+7             | 0               |                    | -                  | -                  |             | -           | -           | 26     | 0      |        |
| 2023            | Godoy Cruz        | PD              | 26         | 0          | CA+CdL          | 1+15            | 0               |                    | -                  | -                  |             | -           | -           | 42     | 0      |        |
| 2024            | Godoy Cruz        | PD              | 0          | 0          | CA+CdL          | 1+12            | 0               | CL                 | 2                  | 0                  |             | -           | -           | 15     | 0      |        |
| Totale carriera | Totale carriera   | Totale carriera | 158        | 5          |                 | 37              | 0               |                    | 2                  | 0                  |             | -           | -           | 197    | 5      |        |